# دعاية الأطفال في ألمانيا النازية
قام الحزب النازي بتوجيه الدعاية للأطفال في ألمانيا النازية بين عامي 1920 و1945 للتأثير على قيم ومعتقدات الجيل المستقبلي من المواطنين الألمان وفقًا لأجندتهم السياسية وأيديولوجيتهم. استهدف الحزب النازي الأطفال بمنظمات شبابية إلزامية، ودورات دراسية حول النقاء العرقي، وكتب أطفال معادية للسامية. استغلت دعاية الحزب النازي جهل الأطفال بالجالية اليهودية. رغم أن أكبر عدد من اليهود في أوروبا الوسطى كانوا في ألمانيا، كانوا يمثلون جزءًا صغيرًا نسبيًا من إجمالي السكان، إذ بلغ عددهم 525,000 فردًا (0.75% من إجمالي السكان الألمان).

## منظمات الشباب
ابتداءً من عشرينيات القرن الماضي، استهدف الحزب النازي «الشباب الألماني كجمهور خاص لرسائله الدعائية». شجعوا على تشكيل مجموعات شبابية نازية للأطفال الذين كانوا «نشطين ومرنين وطموحين ومتفائلين». مع نمو الحزب النازي، ازداد عدد الأطفال المستهدفين. بحلول عام 1936، «أصبحت العضوية في مجموعات الشباب النازية إلزامية لجميع الفتيان والفتيات الذين تتراوح أعمارهم بين 10 و 17 عامًا».
تأسست منظمة شباب هتلر في عام 1926 لتدريب الأولاد الصغار على العضوية في شتورماب تايلوغ (تعني حرفيًا كتيبة العاصفة)، وهي المنظمة شبه العسكرية الرئيسية للحزب في ذلك الوقت. في عام 1933، قرر قادة شباب هتلر دمج الأولاد في المجتمع النازي الوطني وإعدادهم للخدمة كجنود في شوتزشتافل (وحدات إس إس؛ منمقة بـ).
ارتفعت عضوية شباب هتلر من 50,000 في يناير عام 1933 إلى أكثر من 2 مليون بحلول نهاية العام. قبل أن تصبح العضوية إلزامية في عام 1939، تجاوزت المجموعة 5.4 مليون عضو، مع أكثر من 700,000 شاب ألماني يحتلون مناصب قيادية. بمجرد أن أصبحت العضوية في منظمة شباب هتلر إلزامية، «السلطات الألمانية ... حظرت أو فككت المنظمات الشبابية المتنافسة». استخدم الحزب النازي منظمة شباب هتلر ورابطة الفتيات الألمانية كأداتين أساسيتين لقولبة عقول الشباب الألماني وخلق وهم مجتمع جماهيري «يتجاوز الانقسامات الطبقية والدينية التي ميزت ألمانيا قبل عام 1933».

## المشاركة في الحرب العالمية الثانية
عندما بلغ الأولاد سن 18 عامًا، أُمروا بالتجنيد في القوات المسلحة أو في خدمات عمال الرايخ و«خضعوا لثلاثة أسابيع من التدريب الصارم. غُرست الحاجة إلى الانضباط والطاعة المطلقة داخل الأولاد. من ناحية أخرى، أُرسلت الفتيات إلى بولندا لمساعدة المزارعين الألمان في زراعة الأرض التي استولى عليها البولنديون خلال الحرب العالمية الثانية. طُلب منهمن العمل لساعات طويلة لمساعدة المزارعين عديمي الخبرة في العمل في الحقول، وأُجبرن على العمل كممرضات للمرضى. بالإضافة إلى هذا العمل، كان لديهن مسؤولية الإشراف على «عدم انتهاك القواعد والعقيدة النازية».
من عام 1943 حتى عام 1944، عندما عبرت قوات الحلفاء الحدود إلى ألمانيا، اشتدت المطالب على شباب هتلر. جُند شبان ألمان يبلغون من العمر 16 عامًا للخدمة الفعلية. غالبًا ما قاتل هؤلاء الجنود الجدد في وحدات إلى جانب كبار السن الذين تجاوزوا سن الستين في الميليشيا الوطنية (فولكسشتورم، تعني حرفيًا عاصفة الناس). مع استمرار الحرب لصالح قوات الحلفاء، أصبح الحزب النازي يائسًا وبدأ في تدريب الأولاد بسن العاشرة للتعامل مع الأسلحة العسكرية وتشغيلها (المدافع الرشاشة والقنابل اليدوية والبازوكا وما إلى ذلك). شُكلت فرق دبابات هتلر للشباب للقتال في معركة الثغرة؛ ارتفع عدد الضحايا بشكل حاد بسبب أن الفرق تألفت من «شباب في الخامسة عشرة من العمر وبالكاد مدربون بقيادة شباب في السادسة عشر من العمر».

## الدعاية في المدارس
بعد فترة وجيزة من تمرير قانون التمكين لعام 1933، فُصل المعلمون والأساتذة اليهود من المدارس والجامعات الألمانية. بحلول أبريل عام 1933، لم يبق هناك مدرسون يهود في المدارس التي يحضرها الطلاب «الآريون»، وهو مصطلح عنصري استخدمه النازيون لوصف الشعوب الجرمانية.
في النظام التعليمي، كان الأطفال اليهود يتعرضون بشكل مستمر للسخرية من قبل أقرانهم ومعلميهم. مثلًا، كان الأطفال اليهود يُرسلون إلى الجزء الخلفي من الصف الدراسي ليؤكدوا للأطفال الألمان غير اليهود فكرة أنهم أدنى منهم. بالإضافة إلى ذلك، «كان المعلمون يختارون الطلاب اليهود في الفصول الدراسية لاستخدامهم كأمثلة عن النجاسة العرقية في أثناء دروس علم الأحياء. كان يُطلب من الأطفال اليهود الوقوف في مقدمة الصف، بينما يشير المعلمون إلى عيونهم وآذانهم وأنفهم وفمهم وشعرهم ومقارنة هذه السمات بصور الدعايات على الصحف النازية». في النهاية، فُصل الأطفال اليهود تمامًا عن الأطفال الألمان غير اليهود في المدارس.
خلال فترة الفصل العنصري، سُمح للمعلمين اليهود بإنشاء مدارس منفصلة للطلاب اليهود. رغم ذلك، استمرت مجموعة المشاكل الخاصة بالأطفال اليهود، الذين تعرضوا للضرب والهجوم بشكل متكرر من قبل أعضاء شباب هتلر الذين «كانوا ينتظرون في الخارج في نهاية اليوم الدراسي لضرب الأولاد اليهود أثناء مغادرتهم المدرسة». في عام 1938، حُرم الأطفال اليهود من التعليم تمامًا وفُصلوا من المدارس قبل إرسالهم إلى معسكرات الاعتقال.
من هذه اللحظة فصاعدًا، كثفت المدارس الدعايات لتلقين الأطفال الأيديولوجية النازية. استُخدمت الكتب المدرسية والملصقات لتعليم الشباب الألماني «أهمية الوعي العرقي». غالبًا ما وُضعت مناهج الطلاب المدرسية ضمن سياق أيديولوجي. تعد مسألة الرياضيات التالية مثال: «اليهود أجانب في ألمانيا. في عام 1933، كان هناك 66 مليون شخص يعيشون في ألمانيا. ومن هذا المجموع، كان 499,862 منهم يهوديًا. ما هي النسبة المئوية للأجانب في ألمانيا؟» أكدت المقاطع مثل هذه في الكتب المدرسية على رسالة الدونية للعرق اليهودي، وتفوق الشعوب الألمانية التي أطلقوا عليها اسم جنس آري.
مع فصل المعلمين اليهود، طالبت الرابطة الوطنية للمعلمين الاشتراكيين فقط المعلمين الذين يمكن أن يثبتوا أنهم «آريون» بتدريس الشباب الألماني. كان على كل معلم «تقديم ثلاث نسخ من مخطط نسب مع إثبات رسمي موثق». بالإضافة إلى ذلك، راقبت الرابطة الدورات التدريبية وامتثالها لقيم الحزب النازي. يجب أن تعكس جميع الدورات التعليمية أهداف هتلر؛ من بين الدورات المطلوبة، اعتقدوا أن الأهم هو تعليم الأطفال الألمان النظرية العرقية، أي المشكلة اليهودية. بحلول عام 1936، كان 97% من المعلمين الألمان ينتمون إلى الرابطة الوطنية للمعلمين الاشتراكيين.